# العلاقات المغربية الكرواتية
العلاقات المغربية الكرواتية هي العلاقات الثنائية التي تجمع بين المغرب وكرواتيا  زاد التعاون بينهما في 16 أبريل ستة 2025 بعد تأكيد التزامهما بتعزيز شراكتهما الشاملة والطويلة الأمد، التي أبرمت سنة 2019، بشكل أكبر وجاء في إعلان مشترك توج المباحثات التي جرت في العاصمة الكرواتية، بين وزير الشؤون الخارجية والاوروبيين الكرواتي جوردان غرليك - رادمان، ووزير الشؤون الخارجية والتعاون الإفريقي والمغاربة المقيمين في الخارج ناصر بوريطة أن البلدين جددا إرادتهما المشتركة لتعزيز هذه الشراكة وتعميق التعاون الاقتصادي والتجاري والثقافي والعلمي، وكذا في المجالات الأخرى المتفق عليها بشكل مشترك، واتفقا في هذا الإعلان الذي أكد على العلاقات المتميزة القائمة بين المغرب وكرواتيا، على أهمية عقد المنتديات الاقتصادية بهدف تشجيع التبادلات بين الفاعلين الاقتصاديين البلدين، وأكدا على أهمية تعزيز التعاون في المجال الثقافي والأكاديمي بهدف النهوض بالتنمية البشرية والاقتصادية.
وفي السياق نفسه أكدت كرواتيا أن مخطط الحكم الذاتي الذي تقدم به المغرب سنة 2007 لتسوية النزاع الإقليمي حول صحرائه، يعتبر كـ “أساس متين للتوصل إلى حل سياسي” لهذه القضية وقال غرليك – رادمان إن جمهورية كرواتيا تعتبر أيضا مخطط الحكم الذاتي كـ” جهد جاد وذي مصداقية ” و”أساس متين للتوصل إلى حل سياسي مقبول من لدن الأطراف، طبقا لقرارات مجلس الأمن التابع للأمم المتحدة ذات الصلة”.   
وقد جاء هذا الاعتراف في إعلان مشترك عقب لقاء بين بوريطة ووزير الخارجية الكرواتي غوردان غرليك-رادمان، حيث شددت كرواتيا على دعمها الدائم للعملية السياسية التي تقودها الأمم المتحدة، وأكد الوزيران مجدداً دعمهما للقرار 2756 (2024) الصادر عن مجلس الأمن، الداعي إلى إيجاد حل واقعي وعملي ودائم قائم على التوافق.

## مقارنة بين البلدين
هذه مقارنة عامة ومرجعية للدولتين:
| وجه المقارنة                                              | المغرب                                 | كرواتيا                                                  |
| --------------------------------------------------------- | -------------------------------------- | -------------------------------------------------------- |
| المساحة (كم2)                                             | 710.85 ألف                             | 56.59 ألف                                                |
| عدد السكان (نسمة)                                         | 36.07 مليون                            | 4.11 مليون                                               |
| الكثافة السكانية (ن./كم²)                                 | 50.74                                  | 72.63                                                    |
| العاصمة                                                   | الرباط                                 | زغرب                                                     |
| اللغة الرسمية                                             | اللغة العربية، أمازيغية معيارية مغربية | اللغة الكرواتية                                          |
| العملة                                                    | درهم مغربي                             | كونا كرواتية                                             |
| الناتج المحلي الإجمالي (بليون دولار)                      | 109.14 مليار                           | 54.85 مليار                                              |
| الناتج المحلي الإجمالي (تعادل القوة الشرائية) بليون دولار | 274.06 مليار                           | 94.64 مليار                                              |
| الناتج المحلي الإجمالي الاسمي للفرد دولار أمريكي          | 2.88 ألف                               | 11.54 ألف                                                |
| الناتج المحلي الإجمالي للفرد دولار أمريكي                 | 7.49 ألف                               | 21.64 ألف                                                |
| مؤشر التنمية البشرية                                      | 0.628                                  | 0.818                                                    |
| رمز المكالمات الدولي                                      | +212                                   | +385                                                     |
| رمز الإنترنت                                              | .ma                                    | .hr                                                      |
| المنطقة الزمنية                                           | ت ع م+01:00                            | توقيت وسط أوروبا، ت ع م+01:00، ت ع م+02:00، أوروبا/زغرب ‏ |

## منظمات دولية مشتركة
يشترك البلدان في عضوية مجموعة من المنظمات الدولية، منها:
| علم المنظمة | اسم المنظمة                               | تاريخ انضمام المغرب | تاريخ انضمام كرواتيا |
| ----------- | ----------------------------------------- | ------------------- | -------------------- |
|             | مؤسسة التنمية الدولية                     | 29 ديسمبر 1960      | 25 فبراير 1993       |
|             | يونسكو                                    | 7 نوفمبر 1956       | 1 يونيو 1992         |
|             | وكالة ضمان الاستثمار متعدد الأطراف        | 17 سبتمبر 1992      | 19 مارس 1993         |
|             | الأمم المتحدة                             | 12 نوفمبر 1956      | 22 مايو 1992         |
|             | الفريق المعني برصد الأرض                  | ?                   | ?                    |
|             | الاتحاد البريدي العالمي                   | ?                   | ?                    |
|             | البنك الدولي للإنشاء والتعمير             | 25 أبريل 1958       | 25 فبراير 1993       |
|             | المنظمة الهيدروغرافية الدولية             | ?                   | ?                    |
|             | الاتحاد الدولي للاتصالات                  | 1 نوفمبر 1956       | 3 يونيو 1992         |
|             | منظمة حظر الأسلحة الكيميائية              | ?                   | ?                    |
|             | مؤسسة التمويل الدولية                     | 30 أغسطس 1962       | 25 فبراير 1993       |
|             | المركز الدولي لتسوية المنازعات الاستشارية | 10 يونيو 1967       | 22 أكتوبر 1998       |
|             | منظمة التجارة العالمية                    | 1995                | ?                    |
|             | منظمة الشرطة الجنائية الدولية             | ?                   | ?                    |

## وصلات خارجية
- موقع وزارة الخارجية المغربية
- موقع وزارة الخارجية الكرواتية